# Далтон (футболист)
Далтон Морейра Нето (порт. Dalton Moreira Neto; 5 февраля 1990, Рио-де-Жанейро, Бразилия), более известный как Далтон (порт. Dalton) — бразильский футболист, защитник клуба «Бангу». Экс-игрок молодёжной сборной Бразилии.

## Карьера
Леандро — воспитанник клуба «Флуминенсе». В 2009 году игрок дебютировал в основной команде клуба, но уже через год покинул клуб. Новым клубом футболиста стал «Интернасьонал», в котором играл три года, но провёл лишь пять матчей в чемпионате, уходя в аренду в «Атлетико Паранаэнсе», «Крисиуму» и перуанский «Университарио». В 2014 году перешёл в американский «Форт-Лодердейл Страйкерс», за который сыграл 20 матчей. В январе 2017 года вернулся на родину, в клуб «Луверденсе», играющий в бразильской серии B. В ноябре 2017 года перешёл в клуб серии D «Бангу».